# Petrojärvi (sjö i Juga, Norra Karelen)
Petrojärvi är en sjö i kommunen Juga i landskapet Norra Karelen i Finland. Sjön ligger 200,7 meter över havet. Den är 23,5 meter djup. Arean är 55 hektar och strandlinjen är 5,49 kilometer lång. Sjön  ingår i Vuoksens huvudavrinningsområde.   Den ligger omkring 70 kilometer nordväst om Joensuu och omkring 390 kilometer nordöst om Helsingfors. 
I sjön finns ön Petronsaari. 